# 臺南市私立亞洲高級餐旅職業學校
臺南市私立亞洲高級餐旅職業學校簡稱亞洲餐旅是一所位於臺南市南區的私立高職。

## 校史
- 1956年秋該校創立，原校名為台南市私立中正補習學校。
- 1964年奉台灣省教育廳核准改名為台南市文華中學。
- 1974年8月1日改制更名為台南市亞洲高級工商職業學校。
- 2004年更名為亞洲高級餐旅職業學校。

## 籃球隊
亞洲餐旅的前身是「亞洲工商」，曾在78-79、81學年度晉級甲級全國八強，以及84-86學年度晉級乙級全國決賽，最好的成績為86學年度的全國亞軍，改名後還未曾晉級過，近幾年他們在地區都是強權，今年總算如願闖進乙級全國賽。
| 學年度    | 級別 | 成績   |
| --------- | ---- | ------ |
| 78學年度  | 甲級 | 第七名 |
| 79學年度  | 甲級 | 第六名 |
| 81學年度  | 甲級 | 第七名 |
| 84學年度  | 乙級 | 第六名 |
| 85學年度  | 乙級 | 第六名 |
| 86學年度  | 乙級 | 第二名 |
| 111學年度 | 乙級 | 第八名 |

## 外部連結
- 亞洲餐旅 （页面存档备份，存于）